# Wereldkampioenschappen kunstschaatsen 1972
De Wereldkampioenschappen kunstschaatsen 1972 werden gevormd door vier toernooien die door de Internationale Schaatsunie werden georganiseerd.
Het WK evenement van 1972 vond van 7 tot en met 11 maart plaats in de Stampede Corral in Calgary, provincie Alberta. Het was voor de derde maal dat de Wereldkampioenschappen in Canada plaatsvonden. Eerder vonden de WK toernooien plaats in Montreal (1932) en Vancouver (1960).
Voor de mannen was het de 62e editie, voor de vrouwen de 52e editie, voor de paren de 50 editie, en voor de ijsdansers de 20e editie.

## Deelname
Er namen deelnemers uit een recordaantal van achttien landen deel aan deze kampioenschappen. Zij vulden 72 startplaatsen in. Voor het eerst was er deelname uit Zuid-Korea aan het WK kunstschaatsen, Myung Su-chang nam deel in het vrouwentoernooi. Zuid-Korea was het tweede Aziatische land dat deelnam aan de WK, 40 jaar nadat Japan in 1932 voor het eerst werd vertegenwoordigd.
Voor Nederland nam in de persoon van Dianne de Leeuw voor het eerst na 1964 (toen Sjoukje Dijkstra, Wouter Toledo en het ijsdanspaar Jopie Wolff / Nico Wolff deelnamen) weer een vertegenwoordiger aan het WK deel.
(Tussen haakjes het totaal aantal startplaatsen over de disciplines.)
| Verenigde Staten (12) Sovjet-Unie (10) West-Duitsland (8) Canada (7) Verenigd Koninkrijk (6) | Duitse Democratische Republiek (5) Tsjecho-Slowakije (5) Frankrijk (4) Japan (3) Italië (2) | Oostenrijk (2) Polen (2) Australië (1) Finland (1) | Hongarije (1) Nederland (1) Zuid-Korea (1) Zwitserland (1) |

## Medailleverdeling
Bij de mannen prolongeerde de Tsjechoslowaak Ondrej Nepala de wereldtitel. Het was zijn vierde WK medaille, in 1969 en 1970 werd hij tweede. Op de plaatsen twee en drie stonden twee mannen uit de Sovjet-Unie. Sergej Tsjetveroechin veroverde zijn tweede WK medaille, in 1971 werd derde en dit jaar tweede. Debutant Vladimir Kovalev werd derde.
Bij de vrouwen prolongeerde de Oostenrijkse Beatrix Schuba de wereldtitel, het was haar vierde medaille op rij, in 1969 en 1970 werd ze tweede. De Canadese Karen Magnussen op plaats twee stond voor de tweede maal op het podium, in 1971 werd zij derde. De Amerikaanse Janet Lynn op plaats drie behaalde haar eerste medaille.
Bij het paarrijden was het erepodium voor de vierde keer een kopie van de vorige editie. Eerder geschiedde dit in 1937, 1939 en 1952. Het Sovjetpaar Irina Rodnina / Aleksej Oelanov veroverden voor het vierde opeenvolgende jaar de wereldtitel. Hun landgenoten Ljoedmila Smirnova / Andrej Soerajkin stonden voor het derde opeenvolgende jaar op plaats twee. Het Amerikaanse paar Alicia Jo Starbuck / Kenneth Shelley stonden op plaats drie.
Bij het ijsdansen was het erepodium voor de tweede keer een kopie van de vorige editie. Eerder geschiedde dit in 1953. Het Sovjetpaar
Ljoedmila Potsjomova / Alexandr Gorstsjkov veroverden voor het derde opeenvolgende jaar de wereldtitel, het was hun vierde medaille, in 1969 werden ze tweede. Het (West-)Duitse paar Angelika Buck / Erich Buck op plaats twee stonden voor de derde keer op het podium, in 1970 werden zij derde. Het Amerikaanse paar Judy Schwomeyer / James Sladky op plaats drie stonden voor de vierde maal op het podium, in 1969 werden ze ook derde en in 1970 tweede.
| Discipline | Goud                                       | Zilver                                | Brons                                |
| ---------- | ------------------------------------------ | ------------------------------------- | ------------------------------------ |
| Mannen     | Ondrej Nepala                              | Sergej Tsjetveroechin                 | Vladimir Kovalev                     |
| Vrouwen    | Beatrix Schuba                             | Karen Magnussen                       | Janet Lynn                           |
| Paren      | Irina Rodnina / Aleksej Oelanov            | Ljoedmila Smirnova / Andrej Soerajkin | Alicia Jo Starbuck / Kenneth Shelley |
| IJsdansen  | Ljoedmila Potsjomova / Alexandr Gorstsjkov | Angelika Buck / Erich Buck            | Judy Schwomeyer / James Sladky       |

## Uitslagen
kk = korte/verplichte kür, vk = vrije/lange kür, pc/9 = plaatsingcijfer bij negen juryleden, t.z.t. = trok zich terug
| #      | naam (deelname)           | land                                    | kk     | vk | pc/9 |
| ------ | ------------------------- | --------------------------------------- | ------ | -- | ---- |
| Goud   | Ondrej Nepala (9)         | Vlag van Tsjecho-Slowakije              | 1      | 3  | 9    |
| Zilver | Sergej Tsjetveroechin (7) | Vlag van Sovjet-Unie                    | 2      | 2  | 19   |
| Brons  | Vladimir Kovalev          | Vlag van Sovjet-Unie                    | 3      | 5  | 34   |
| 4      | John Misha Petkevich (4)  | Vlag van Verenigde Staten               | 5      | 4  | 39   |
| 5      | Toller Cranston (3)       | Vlag van Canada                         | 9      | 1  | 46   |
| 6      | Jan Hoffmann (3)          | Vlag van Duitse Democratische Republiek | 4      | 9  | 57   |
| 7      | Kenneth Shelley (5)       | Vlag van Verenigde Staten               | 7      | 6  | 67   |
| 8      | Gordon McKellen (2)       | Vlag van Verenigde Staten               | 10     | 8  | 69   |
| 9      | John Curry (2)            | Vlag van Verenigd Koninkrijk            | 6      | 7  | 70   |
| 10     | Sergej Volkov (2)         | Vlag van Sovjet-Unie                    | 8      | 10 | 86   |
| 11     | Jacques Mrozek (4)        | Vlag van Frankrijk                      | 11     | 11 | 100  |
| 12     | Zdenek Pazdirek (3)       | Vlag van Tsjecho-Slowakije              | 14     | 12 | 116  |
| 13     | Didier Gailhauguet (3)    | Vlag van Frankrijk                      | 12     | 13 | 116  |
| 14     | Josef Schneider           | Vlag van Oostenrijk                     | 13     | 15 | 128  |
| 15     | Yutaka Higuchi (3)        | Vlag van Japan                          | 16     | 14 | 136  |
| 16     | Jozef Zidek (3)           | Vlag van Tsjecho-Slowakije              | 17     | 16 | 141  |
| 17     | Stefano Bargauan (2)      | Vlag van Italië                         | 15     | 17 | 144  |
| 18     | Harald Kuhn               | Vlag van Bondsrepubliek Duitsland       | 19     | 18 | 166  |
| 19     | Pekka Leskinen            | Vlag van Finland (1918-1978)            | 18     | 19 | 167  |
| -      | Haig Oundjian (4)         | Vlag van Verenigd Koninkrijk            | t.z.t. |    |      |

| #      | naam (deelname)       | land                                    | kk | vk | pc/9 |
| ------ | --------------------- | --------------------------------------- | -- | -- | ---- |
| Goud   | Beatrix Schuba (6)    | Vlag van Oostenrijk                     | 1  | 9  | 13   |
| Zilver | Karen Magnussen (5)   | Vlag van Canada                         | 2  | 2  | 16   |
| Brons  | Janet Lynn (5)        | Vlag van Verenigde Staten               | 3  | 1  | 25   |
| 4      | Zsuzsa Almássy (7)    | Vlag van Hongarije                      | 4  | 6  | 37   |
| 5      | Sonja Morgenstern (5) | Vlag van Duitse Democratische Republiek | 6  | 3  | 52   |
| 6      | Jean Scott (2)        | Vlag van Verenigd Koninkrijk            | 5  | 10 | 57   |
| 7      | Dorothy Hamill        | Vlag van Verenigde Staten               | 8  | 5  | 62   |
| 8      | Suna Murray (2)       | Vlag van Verenigde Staten               | 7  | 7  | 74   |
| 9      | Cathy Lee Irwin (2)   | Vlag van Canada                         | 9  | 8  | 81   |
| 10     | Christine Errath (2)  | Vlag van Duitse Democratische Republiek | 11 | 4  | 79   |
| 11     | Ludmila Bezáková (3)  | Vlag van Tsjecho-Slowakije              | 10 | 13 | 102  |
| 12     | Karin Iten            | Vlag van Zwitserland                    | 12 | 16 | 118  |
| 13     | Gerti Schanderl       | Vlag van Bondsrepubliek Duitsland       | 15 | 11 | 119  |
| 14     | Cinzia Frosio (2)     | Vlag van Italië                         | 13 | 12 | 120  |
| 15     | Daria Prychun         | Vlag van Canada                         | 14 | 14 | 127  |
| 16     | Marie-Claude Bierre   | Vlag van Frankrijk                      | 17 | 15 | 146  |
| 17     | Dianne de Leeuw       | Vlag van Nederland                      | 16 | 19 | 151  |
| 18     | Myung Su-chang        | Vlag van Zuid-Korea                     | 18 | 18 | 169  |
| 19     | Sharon Burley         | Vlag van Australië                      | 19 | 21 | 175  |
| 20     | Shuko Takeyama        | Vlag van Japan                          | 20 | 20 | 178  |
| 21     | Marina Sanaja         | Vlag van Sovjet-Unie                    | 21 | 17 | 178  |

| #      | naam (deelname)                             | land                                    | kk | vk  | pc/9 |
| ------ | ------------------------------------------- | --------------------------------------- | -- | --- | ---- |
| Goud   | Irina Rodnina (4) Aleksej Oelanov (4)       | Vlag van Sovjet-Unie                    | 1  | 1   | 9    |
| Zilver | Ljoedmila Smirnova (3) Andrej Soerajkin (3) | Vlag van Sovjet-Unie                    | 2  | 3   | 21.5 |
| Brons  | Alicia Jo Starbuck (5) Kenneth Shelley (5)  | Vlag van Verenigde Staten               | 6  | 2   | 28.5 |
| 4      | Manuela Groß (3) Uwe Kagelmann (3)          | Vlag van Duitse Democratische Republiek | 3  | 4   | 38   |
| 5      | Almut Lehmann (3) Herbert Wiesinger (5)     | Vlag van Bondsrepubliek Duitsland       | 4  | 5   | 42   |
| 6      | Irina Tsjernjaeva Vasili Blagov             | Vlag van Sovjet-Unie                    | 5  | 6   | 55   |
| 7      | Annett Kansy (2) Axel Saltzmann (2)         | Vlag van Duitse Democratische Republiek | 7  | 7   | 70   |
| 8      | Sandra Bezic (3) Val Bezic (3)              | Vlag van Canada                         | 8  | 8   | 68   |
| 9      | Melissa Militano (4) Mark Militano (4)      | Vlag van Verenigde Staten               | 10 | 9   | 76   |
| 10     | Corinna Halke Eberhard Rausch (4)           | Vlag van Bondsrepubliek Duitsland       | 11 | 10  | 95   |
| 11     | Mary Petrie (2) John Hubbell                | Vlag van Canada                         | 13 | 11  | 106  |
| 12     | Grażyna Osmańska (2) Adam Brodecki (2)      | Vlag van Polen (1928-1980)              | 9  | 12  | 102  |
| 13     | Gabrielle Cieplik Reinhard Ketterer (3)     | Vlag van Bondsrepubliek Duitsland       | 12 | 13  | 114  |
| 14     | Barbara Brown Douglas Berndt                | Vlag van Verenigde Staten               | 14 | 14  | 123  |
| 15     | Linda Connolly (2) Colin Taylforth (2)      | Vlag van Verenigd Koninkrijk            | 15 | 132 |      |

| #      | naam (deelname)                                  | land                              | kk | vk | pc/9 |
| ------ | ------------------------------------------------ | --------------------------------- | -- | -- | ---- |
| Goud   | Ljoedmila Potsjomova (7) Alexandr Gorstsjkov (6) | Vlag van Sovjet-Unie              | 1  | 1  | 14   |
| Zilver | Angelika Buck (6) Erich Buck (6)                 | Vlag van Bondsrepubliek Duitsland | 2  | 2  | 17   |
| Brons  | Judy Schwomeyer (6) James Sladky (6)             | Vlag van Verenigde Staten         | 3  | 3  | 24   |
| 4      | Janet Sawbridge (10) Peter Dalby (3)             | Vlag van Verenigd Koninkrijk      | 4  | 4  | 38   |
| 5      | Tatiana Voitiuk (4) Viatsjeslav Tsjigalin (4)    | Vlag van Sovjet-Unie              | 5  | 5  | 46   |
| 6      | Hilary Green (2) Glyn Watts (2)                  | Vlag van Verenigd Koninkrijk      | 6  | 6  | 50   |
| 7      | Anne Millier (3) Harvey Millier III (3)          | Vlag van Verenigde Staten         | 7  | 7  | 67   |
| 8      | Jelena Zjarkova (3) Gennadi Karponossov (3)      | Vlag van Sovjet-Unie              | 8  | 8  | 75   |
| 9      | Louise Soper-Lind (2) Barry Soper (2)            | Vlag van Canada                   | 9  | 9  | 80   |
| 10     | Mary Karen Campbell (2) Johnny Johns (2)         | Vlag van Verenigde Staten         | 10 | 10 | 91   |
| 11     | Diana Skotnická (3) Martin Scotnický (3)         | Vlag van Tsjecho-Slowakije        | 11 | 11 | 99   |
| 12     | Anne-Claude Wolfers (3) Roland Mars (3)          | Vlag van Frankrijk                | 12 | 13 | 108  |
| 13     | Teresa Weyna (3) Piotr Bojanczyk (3)             | Vlag van Polen (1928-1980)        | 13 | 12 | 110  |
| 14     | Sylvia Fuchs Michael Fuchs                       | Vlag van Bondsrepubliek Duitsland | 14 | 14 | 126  |
| 15     | Astrid Kopp (2) Axel Kopp (2)                    | Vlag van Bondsrepubliek Duitsland | 15 | 15 | 135  |
| 16     | Keiko Achiwa Yasuhiro Noto                       | Vlag van Japan                    | 16 | 16 | 144  |

Medaillewinnaars

Mannen · 
Vrouwen ·
Paren · 
IJsdansen

 Toernooi

1896 · 
1897 · 
1898 · 
1899 · 
1900 · 
1901 · 
1902 · 
1903 · 
1904 · 
1905 · 
1906 · 
1907 · 
1908 · 
1909 · 
1910 · 
1911 · 
1912 · 
1913 · 
1914 · 
1915-1921 · 
1922 · 
1923 · 
1924 · 
1925 · 
1926 · 
1927 · 
1928 · 
1929 · 
1930 · 
1931 · 
1932 · 
1933 · 
1934 · 
1935 · 
1936 · 
1937 · 
1938 · 
1939 ·
1940-1946 · 
1947 · 
1948 · 
1949 · 
1950 · 
1951 · 
1952 · 
1953 · 
1954 · 
1955 · 
1956 · 
1957 · 
1958 · 
1959 · 
1960 · 
1961 · 
1962 · 
1963 · 
1964 · 
1965 · 
1966 · 
1967 · 
1968 · 
1969 · 
1970 · 
1971 · 
1972 · 
1973 · 
1974 · 
1975 · 
1976 · 
1977 · 
1978 · 
1979 · 
1980 · 
1981 · 
1982 · 
1983 · 
1984 · 
1985 · 
1986 · 
1987 · 
1988 · 
1989 · 
1990 · 
1991 · 
1992 · 
1993 · 
1994 · 
1995 ·
1996 · 
1997 · 
1998 · 
1999 · 
2000 · 
2001 · 
2002 · 
2003 · 
2004 · 
2005 · 
2006 ·
2007 ·
2008 ·
2009 ·
2010 ·
2011 ·
2012 ·
2013 ·
2014 ·
2015 ·
2016 ·
2017 ·
2018 ·
2019 · 
2020 · 
2021 ·
2022 ·
2023 ·
2024

 ISU-kampioenschappen

WK kunstschaatsen junioren ·
EK kunstschaatsen ·
Viercontinentenkampioenschap ·
Olympische Spelen